# 浅虫温泉駅
浅虫温泉駅（あさむしおんせんえき）は、青森県青森市大字浅虫字螢谷（ほたるだに）にある、青い森鉄道青い森鉄道線の駅である。
かつて、日本国有鉄道（国鉄）・東日本旅客鉄道（JR東日本）時代には上野駅発着の夜行急行「八甲田」・「十和田」や昼行特急「はつかり」・「スーパーはつかり」・「つがる」・「スーパー白鳥」・「白鳥」等の優等列車が停車していた。

## 歴史
- 1891年（明治24年）9月1日：日本鉄道東北本線の浅虫駅（あさむしえき）として開業[2]。
- 1893年（明治26年）3月16日：電報取扱開始[3]。
- 1906年（明治39年）11月1日：日本鉄道の国有化により官設鉄道の駅となる[2]。
- 1962年（昭和37年）2月1日：貨物取扱を廃止[2]。
- 1966年（昭和41年）
  - 7月：駅付近で地滑りが発生、鉄道が不通となる[4]。7月30日にも、野内 - 浅虫間で断続的な土砂崩れが発生したため、現場の野内寄りに、高野山下仮駅を設置し、高野山下仮停車場 - 浅虫駅間でバス代行輸送を実施。また、特急「はつかり」が、30日の上野発下り列車から、翌31日の青森発上り列車から、奥羽本線・花輪線経由の迂回運転を実施[5]。
  - 8月：復旧作業が終わり、鉄道再開[4]。
- 1967年（昭和42年）3月10日：予定より一週間早く浅虫トンネルの使用が開始される。原因は、前年夏に発生した地滑りの影響による。
- 年月日不明[いつ?]：駅業務を日本交通観光社に委託。
- 1986年（昭和61年）11月1日：浅虫温泉駅に改称[1]。同日から、当駅～青森駅間の区間列車「うとう号」の運行開始[6]。
- 1987年（昭和62年）4月1日：国鉄分割民営化により、東日本旅客鉄道（JR東日本）の駅となる[2]。
- 1988年（昭和63年）4月1日：業務委託を解除、直営化（青森駅所属浅虫温泉在勤配置）。
- 2002年（平成14年）：東北の駅百選に選定される。
- 2005年（平成15年）4月1日：浅虫温泉駅長（青森駅助役待遇）を廃止、業務委託化（ジャスター浅虫温泉駅長配置）。
- 2010年（平成22年）12月4日 ：東北新幹線全線開業に伴い、青い森鉄道に移管。
- 2012年（平成24年）4月1日：キヨスク跡地に「モーリーズカフェ」オープン。
- 2014年（平成26年）3月31日：ビジネスえきねっとによるJR券類の取り扱いを終了。
- 2021年（令和3年）3月13日：ダイヤ改正に伴い、快速「しもきた」の乗り入れを取りやめ。

## 駅構造
単式ホーム1面1線と島式ホーム1面2線、計2面3線のホームを有する地上駅。互いのホームは跨線橋で連絡している。
直営駅。出札窓口、自動券売機、モーリーズカフェ（旧KIOSK跡地）、旅館組合案内所がある。朝の時間帯は、野内駅から筒井駅の無人駅に係員を配置し、集札業務や除雪業務、清掃管理業務を行う。また、各有人駅のグッズ自販機の管理も行っている。
出入口は駅舎のある西側のみだが、歩道橋（ゆうやけ橋）により東西通り抜けが可能であり、さらに道の駅「ゆ〜さ浅虫」、国道4号まで行くことができる。
駅舎横には無料の足湯がある。旅館組合案内所でタオルの貸し出しあり。足湯は当初24時間利用可能だったが、現在は防犯上の理由により夜間は利用できない。

### のりば
| 番線 | 路線          | 方向 | 行先           | 備考               |
| ---- | ------------- | ---- | -------------- | ------------------ |
| 1    | ■青い森鉄道線 | 上り | 八戸・目時方面 |                    |
| 2    | ■青い森鉄道線 | 上り | 八戸・目時方面 | 主に貨物列車の待避 |
| 2    | ■青い森鉄道線 | 下り | 青森方面       | 主に当駅始発       |
| 3    | ■青い森鉄道線 | 下り | 青森方面       |                    |

付記事項
- 青森駅と当駅を結ぶ区間列車が設定されている。青森発の最終列車は当駅止まりである（夜間滞泊は行わず、到着後は車両基地へ回送）。

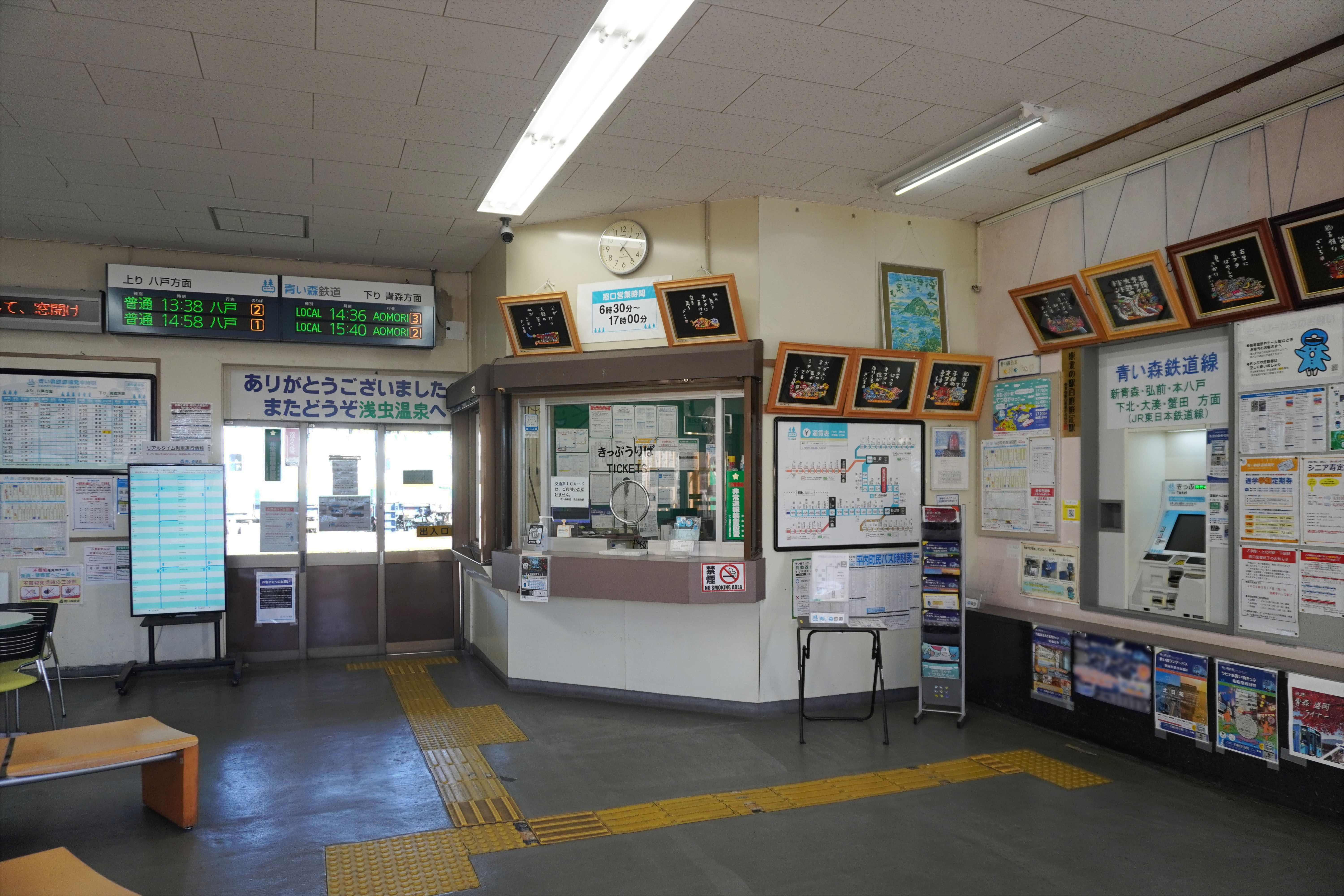
改札口（2023年10月）
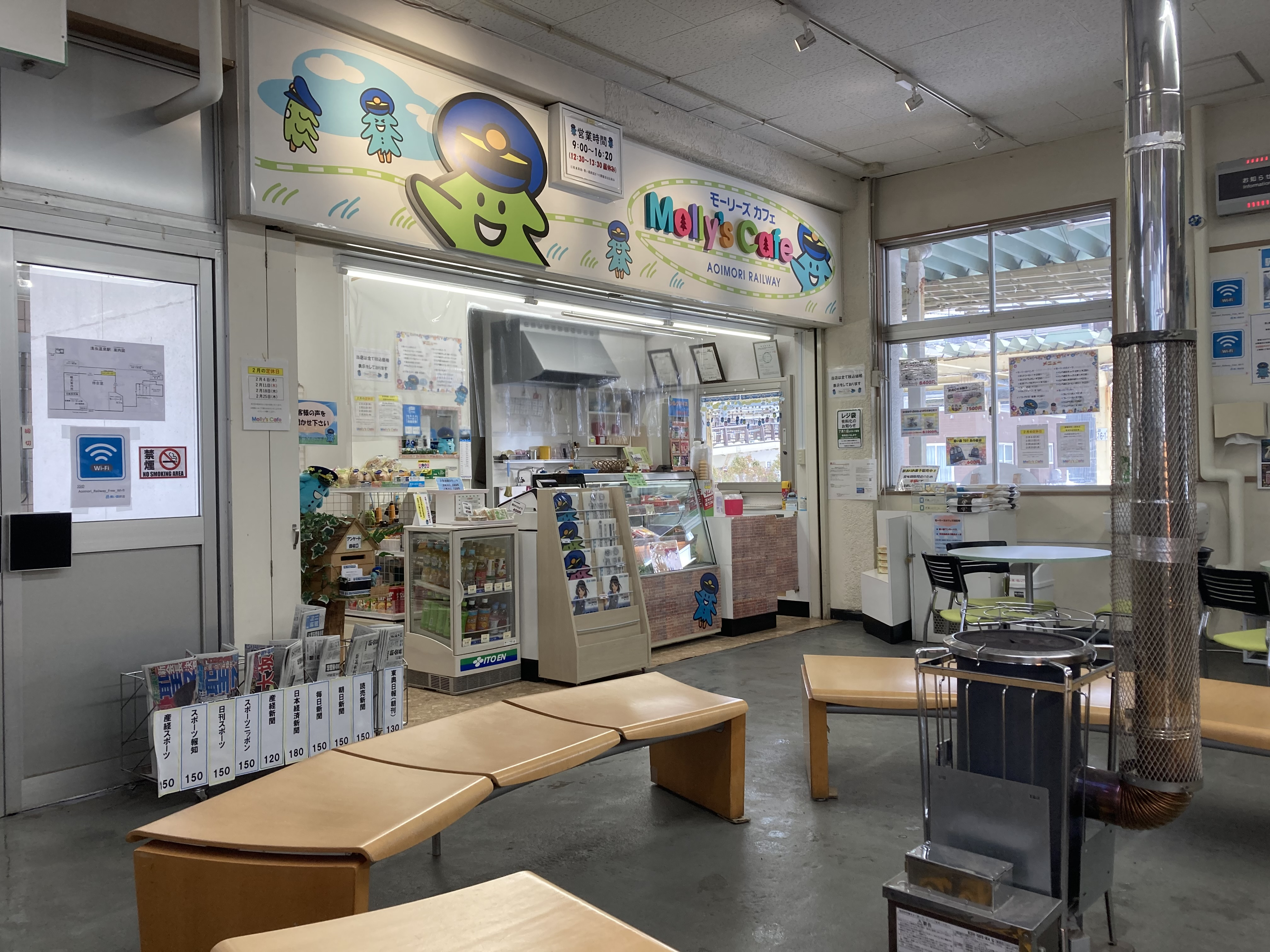
モーリーズカフェ（2021年2月）
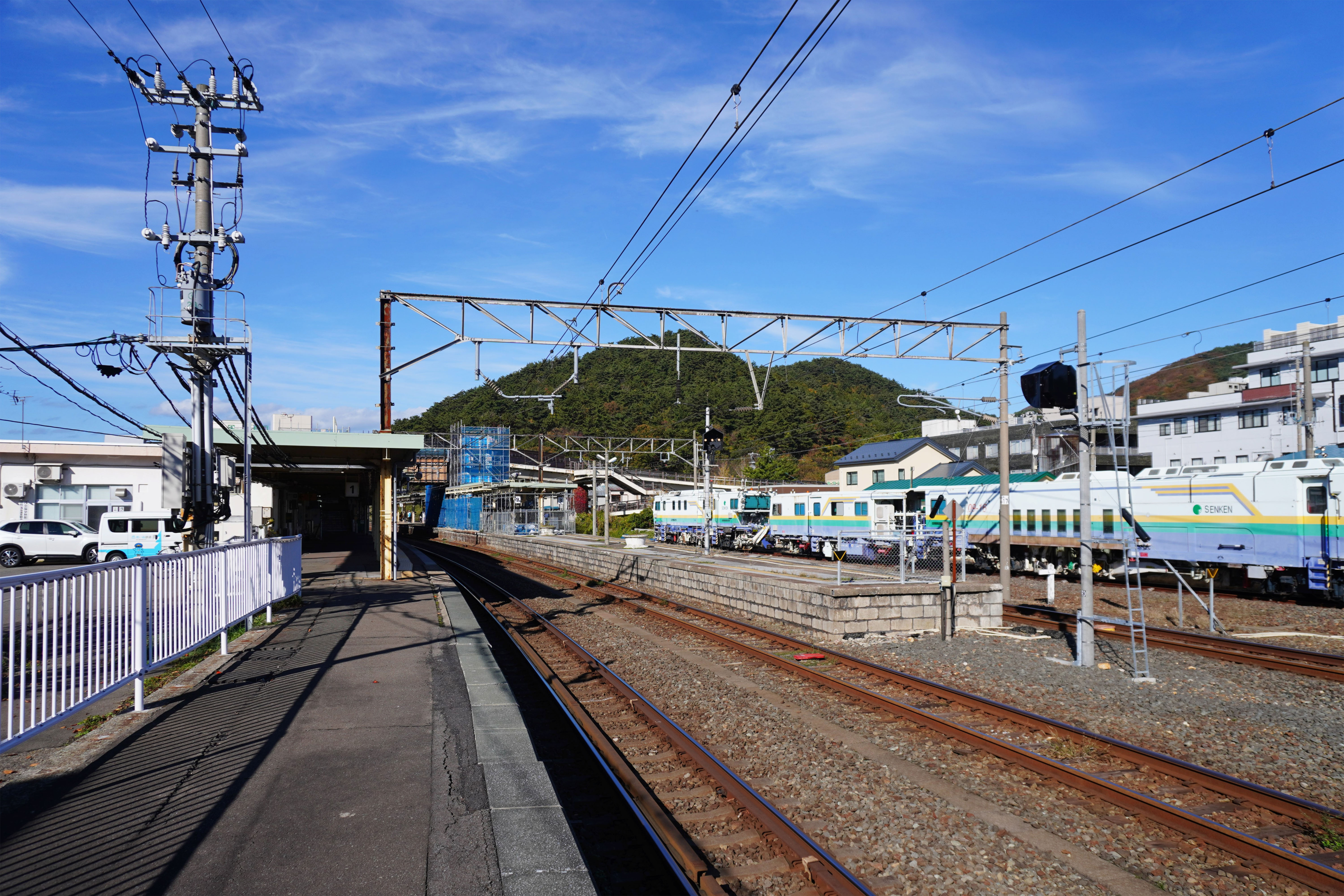
ホーム（2023年10月）

## 利用状況
2000年度（平成12年度）以降の推移は以下のとおりである。
| 乗車人員・乗降人員推移 | 乗車人員・乗降人員推移 | 乗車人員・乗降人員推移 | 乗車人員・乗降人員推移 |
| 年度                   | 1日平均 乗車人員       | 1日平均 乗降人員       | 出典                   |
| ---------------------- | ---------------------- | ---------------------- | ---------------------- |
| 2000年（平成12年）     | 425                    |                        | [ JR東 1 ]             |
| 2001年（平成13年）     | 422                    |                        | [ JR東 2 ]             |
| 2002年（平成14年）     | 436                    |                        | [ JR東 3 ]             |
| 2003年（平成15年）     | 476                    |                        | [ JR東 4 ]             |
| 2004年（平成16年）     | 421                    |                        | [ JR東 5 ]             |
| 2005年（平成17年）     | 393                    |                        | [ JR東 6 ]             |
| 2006年（平成18年）     | 390                    |                        | [ JR東 7 ]             |
| 2007年（平成19年）     | 381                    |                        | [ JR東 8 ]             |
| 2008年（平成20年）     | 365                    |                        | [ JR東 9 ]             |
| 2009年（平成21年）     | 341                    |                        | [ JR東 10 ]            |
| 2010年（平成22年）     | 330                    |                        | [ JR東 11 ]            |
| 2011年（平成23年）     | 310                    |                        | [ 青森市 1 ]           |
| 2012年（平成24年）     | 298                    |                        | [ 青森市 1 ]           |
| 2013年（平成25年）     | 304                    |                        | [ 青森市 1 ]           |
| 2014年（平成26年）     | 289                    |                        | [ 青森市 1 ]           |
| 2015年（平成27年）     | 290                    |                        | [ 青森市 1 ]           |
| 2016年（平成28年）     | 276                    |                        | [ 青森市 1 ]           |
| 2017年（平成29年）     |                        | 682                    | [ 青森市 2 ]           |
| 2021年（令和03年）     | 163                    |                        | [ 青森市 3 ]           |

## 駅周辺
- 青森警察署浅虫駐在所
- 浅虫水族館
- 青森東消防署浅虫分署
- 浅虫海づり公園
- 道の駅浅虫温泉（通称・ゆ〜さ浅虫 - 駅舎裏手）
- 浅虫森林公園
- 浅虫郵便局
- 湯の島
- 浅虫ヨットハーバー
- サンセットビーチあさむし
- 浅虫温泉
  - 南部屋
  - 海扇閣
  - 浅虫観光ホテル
  - ホテル秋田屋
  - 旅館さつき
  - 旅館ゆきはま
- 青森県道269号増田浅虫線
  - 国道4号
- 青森みちのく銀行浅虫温泉支店
- ほたて広場（平内町）

## バス路線
- 駅前

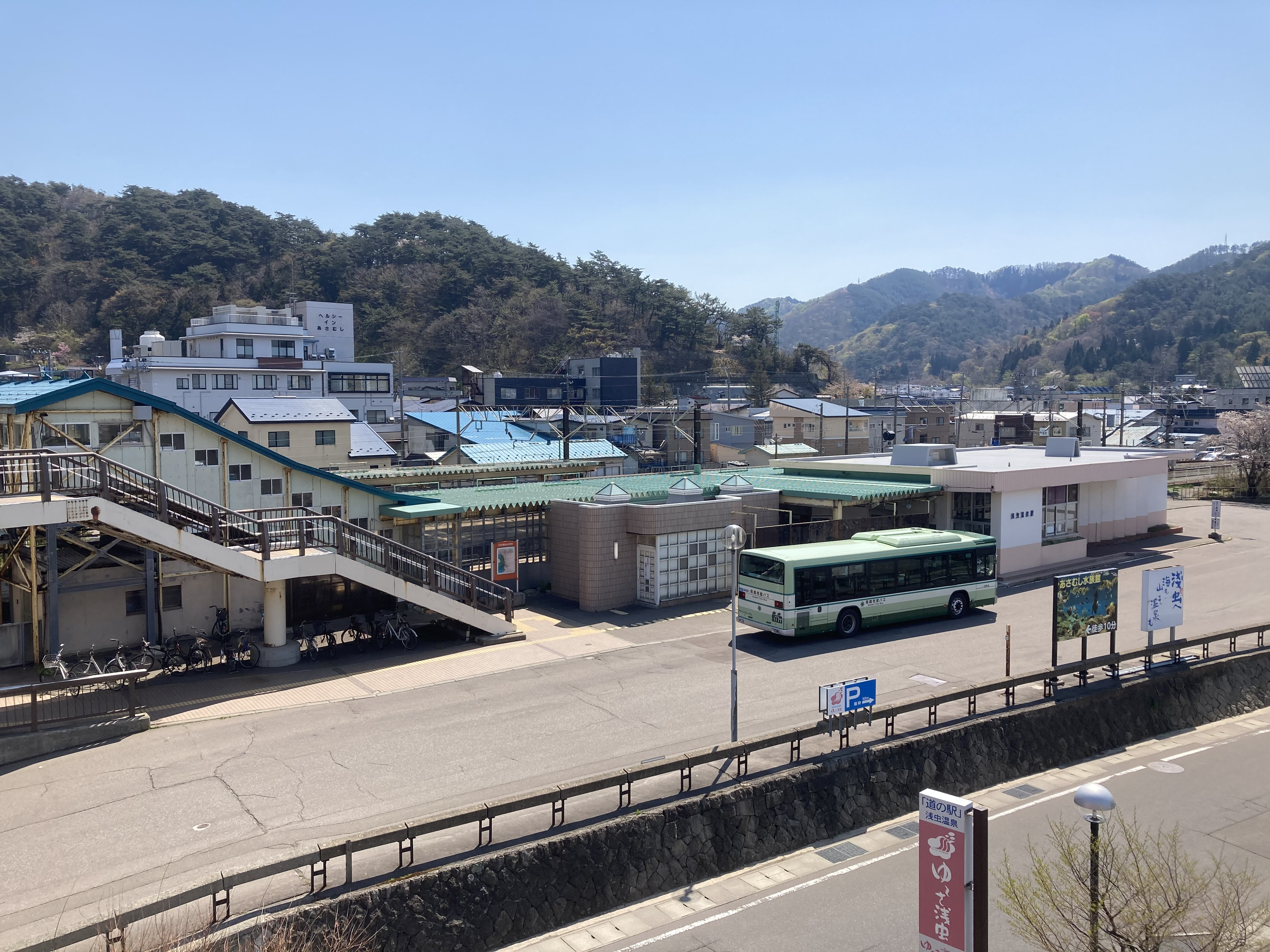
駅前に停車中の青森市営バス（2021年4月）

  - 青森市営バス C11造道･八重田線：浅虫水族館行（土日祝のみ運行）、青森駅（新町線）・新青森駅東口（急行）行
- 浅虫温泉駅通り停留所（駅から徒歩1分）
  - 平内町民バス（下北交通委託）浅虫温泉線：小湊出張所行、狩場沢行、野辺地駅行
- 道の駅ゆ〜さ浅虫前停留所
  - 下北交通青森線：むつ行

かつてはJRバス東北（浅虫線:浅虫温泉駅 - 青森駅）や十鉄バスが運行していた。

## その他
- 「陸奥湾を一望する青森市郊外の温泉街の駅」として、東北の駅百選に選定された。
- 「浅虫花火大会」開催日（毎年8月1日）は、ホーム上に臨時精算窓口と臨時出改札口の設置や係員の増員が行われる。なお、この際には、朝の野内〜筒井間の集札行路は休みとなり、集札は運転士が行うことになる。
- 駅舎内とホームとの間にある扉は､駅員が改札前後に駅事務室の中から棒を使って開け閉めするという､独特なスタイルである。
- 冬になるとストーブが設置される。駅舎内にはテレビもある。

## 隣の駅
青い森鉄道
■青い森鉄道線
小湊駅 - *西平内駅 - 浅虫温泉駅 - 野内駅
* 一部列車は西平内駅を通過する。

#### 利用状況に関する資料
JR東日本の1999年度以降の乗車人員
1. ↑  “JR東日本：各駅の乗車人員（2000年度）”.   東日本旅客鉄道. 2023年11月10日閲覧。
2. ↑  “JR東日本：各駅の乗車人員（2001年度）”.   東日本旅客鉄道. 2023年11月10日閲覧。
3. ↑  “JR東日本：各駅の乗車人員（2002年度）”.   東日本旅客鉄道. 2023年11月10日閲覧。
4. ↑  “JR東日本：各駅の乗車人員（2003年度）”.   東日本旅客鉄道. 2023年11月10日閲覧。
5. ↑  “JR東日本：各駅の乗車人員（2004年度）”.   東日本旅客鉄道. 2023年11月10日閲覧。
6. ↑  “JR東日本：各駅の乗車人員（2005年度）”.   東日本旅客鉄道. 2023年11月10日閲覧。
7. ↑  “JR東日本：各駅の乗車人員（2006年度）”.   東日本旅客鉄道. 2023年11月10日閲覧。
8. ↑  “JR東日本：各駅の乗車人員（2007年度）”.   東日本旅客鉄道. 2023年11月10日閲覧。
9. ↑  “JR東日本：各駅の乗車人員（2008年度）”.   東日本旅客鉄道. 2023年11月10日閲覧。
10. ↑  “JR東日本：各駅の乗車人員（2009年度）”.   東日本旅客鉄道. 2023年11月10日閲覧。
11. ↑  “JR東日本：各駅の乗車人員（2010年度）”.   東日本旅客鉄道. 2023年11月10日閲覧。

青森市関係資料
1. ↑  青森市地域公共交通網形成計画（平成30年3月） - 青森市 16頁
2. ↑  東青地域の現状（平成29年5月） - 青森市企画部 23頁
3. ↑  “各種統計データ”.   青森市企画部調整課. p. 69 (2023年10月). 2024年6月28日閲覧。